# Jorge Emilio De Jesús
Jorge Emilio De Jesús Rodríguez (Barcelona, España, 23 de diciembre del 2000). Es un futbolista profesional hispano-dominicano, se desempeña en el terreno de juego como mediocampista defensivo y su actual equipo son los Universidad O&M FC de la Liga Dominicana de Fútbol.

## Trayectoria
| Club                              | País                 | Año           |
| --------------------------------- | -------------------- | ------------- |
| CF Singuerlín                     | España               | 2010 - 2012   |
| Unión Deportiva Atlético Gramenet | España               | 2012 - 2014   |
| Club Esportiu Sant Gabriel        | España               | 2014-2017     |
| Unió Esportiva Sant Andreu        | España               | 2017-2019     |
| Delfines del Este FC              | República Dominicana | 2019-2020     |
| Universidad O&M FC                | República Dominicana | 2020-presente |

## Palmarés
- Liga Dominicana de Fútbol 2020 - Campeón LDF 2020